# フアード・アミン
フアード・アミン（Fuad Anwar Amin、1972年10月13日 - ）は、サウジアラビアの元サッカー選手。元サウジアラビア代表。ポジションはミッドフィールダー。

## 来歴
1990年にサウジアラビア代表デビュー。AFCアジアカップ1992では全5試合に出場、準優勝した。1994 FIFAワールドカップ・アジア予選では全11試合に出場、初のワールドカップ出場権を獲得した。1994 FIFAワールドカップではグループステージで2得点を決めた。その後、AFCアジアカップ1996で優勝、1998 FIFAワールドカップにも出場した。サウジアラビア代表で通算84試合に出場、10得点をあげた。

## 代表歴

### 出場大会
- サウジアラビア代表
  - 1994 FIFAワールドカップ
  - 1998 FIFAワールドカップ

### 試合数
- 国際Aマッチ 84試合 10得点（1990年-1998年）[1]

| サウジアラビア代表 | 国際Aマッチ | 国際Aマッチ |
| 年                 | 出場        | 得点        |
| ------------------ | ----------- | ----------- |
| 1990               | 3           | 0           |
| 1991               | 0           | 0           |
| 1992               | 13          | 0           |
| 1993               | 20          | 0           |
| 1994               | 20          | 6           |
| 1995               | 7           | 2           |
| 1996               | 14          | 2           |
| 1997               | 0           | 0           |
| 1998               | 7           | 0           |
| 通算               | 84          | 10          |